# Campeonato NORCECA de Voleibol Masculino de 2021
O Campeonato NORCECA de Voleibol Masculino de 2021 foi a 27.ª edição deste torneio organizado bienalmente pela NORCECA em parceria com a Federação Mexicana de Voleibol (FMVB), realizado no período de 18 a 23 de agosto, com as partidas realizadas no Auditorio del Pueblo na cidade de Victoria de Durango, com duas vagas para o Campeonato Mundial de 2022.
Porto Rico conquistou seu primeiro título ao derrotar na final o Canadá, ambas seleções qualificaram-se para o Campeonato Mundial de 2022. Na disputa pelo bronze, o México venceu a seleção cubana, e o jogador da equipe campeão, Arturo Iglesias, foi premiado como melhor jogador (MVP) do certame.

## Equipes participantes
As seguintes seleções participaram do Campeonato:
| Equipe               | Última participação |
| -------------------- | ------------------- |
| México               | (Sede), 4º em 2019  |
| Canadá               | 3º em 2019          |
| Cuba                 | 1º em 2019          |
| Guatemala            | 7º em 2019          |
| Porto Rico           | 5º em 2019          |
| Estados Unidos       | 2º em 2019          |
| República Dominicana | 6º em 2019          |
| Trinidad e Tobago    | 6º em 2017          |

## Formato da disputa
O torneio foi dividido em duas fases: fase classificatória e fase final. 
Na fase preliminar, as 7 equipes participantes foram divididas em dois grupos, um com 3 equipes e outro com 4 equipes. Cada grupo foi jogado com um sistema de todos contra todos e as equipes foram classificadas de acordo com os seguintes critérios.
1. Maior número de partidas ganhas.
2. Maior número de pontos obtidos, que são concedidos da seguinte forma:
  - Partida com resultado final 3–0: 5 pontos para o vencedor e 0 pontos para o perdedor.
  - Partida com resultado final 3–1: 4 pontos para o vencedor e 1 pontos para o perdedor.
  - Partida com resultado final 3–2: 3 pontos para o vencedor e 2 pontos para o perdedor.
3. Proporção entre pontos ganhos e pontos perdidos (razão de pontos).
4. Proporção entre os Sets ganhos e os Sets perdidos (relação sets).
5. Se o empate persistir entre duas equipes, a prioridade é dada à equipe que venceu a última partida entre as equipes envolvidas.
6. Se o empate persistir entre três equipes ou mais, uma nova classificação será feita levando-se em conta apenas as partidas entre as equipes envolvidas.[7]

## Fase classificatória

### Grupo A
|     |                   |     | Jogos | Jogos | Jogos | Resultados | Resultados | Resultados | Resultados | Resultados | Resultados | Sets | Sets | Sets  | Pontos | Pontos | Pontos |
| Pos | Equipe            | Pts | T     | V     | D     | 3–0        | 3–1        | 3–2        | 2–3        | 1–3        | 0–3        | V    | P    | R     | V      | P      | R      |
| --- | ----------------- | --- | ----- | ----- | ----- | ---------- | ---------- | ---------- | ---------- | ---------- | ---------- | ---- | ---- | ----- | ------ | ------ | ------ |
| 1   | México            | 14  | 3     | 3     | 0     | 2          | 1          | 0          | 0          | 0          | 0          | 9    | 1    | 9.000 | 248    | 185    | 1.341  |
| 2   | Porto Rico        | 11  | 3     | 2     | 1     | 2          | 0          | 0          | 0          | 1          | 0          | 7    | 3    | 2.333 | 235    | 207    | 1.135  |
| 3   | Canadá            | 5   | 3     | 1     | 2     | 1          | 0          | 0          | 0          | 0          | 2          | 3    | 6    | 0.500 | 204    | 207    | 0.986  |
| 4   | Trinidad e Tobago | 0   | 3     | 0     | 3     | 0          | 0          | 0          | 0          | 0          | 3          | 0    | 9    | 0.000 | 137    | 225    | 0.609  |

Resultados
| Data   | Hora  |            | Placar |                   | Set 1 | Set 2 | Set 3 | Set 4 | Set 5 | Total | Relatório |
| ------ | ----- | ---------- | ------ | ----------------- | ----- | ----- | ----- | ----- | ----- | ----- | --------- |
| 18 ago | 15:00 | Canadá     | 0–3    | Porto Rico        | 22–25 | 20–25 | 19–25 |       |       | 61–75 | P2P3      |
| 18 ago | 20:00 | México     | 3–0    | Trinidad e Tobago | 25–11 | 25–13 | 25–8  |       |       | 75–32 | P2P3      |
| 19 ago | 13:00 | Canadá     | 3–0    | Trinidad e Tobago | 25–22 | 25–18 | 25–14 |       |       | 75–54 | P2P3      |
| 19 ago | 20:00 | México     | 3–1    | Porto Rico        | 20–25 | 25–22 | 25–20 | 25–18 |       | 95–85 | P2P3      |
| 20 ago | 13:00 | Porto Rico | 3–0    | Trinidad e Tobago | 25–17 | 25–16 | 25–18 |       |       | 75–51 | P2P3      |
| 20 ago | 20:00 | México     | 3–0    | Canadá            | 25–21 | 28–26 | 25–21 |       |       | 78–68 | P2P3      |

### Grupo B
|     |                      |     | Jogos | Jogos | Jogos | Resultados | Resultados | Resultados | Resultados | Resultados | Resultados | Sets | Sets | Sets  | Pontos | Pontos | Pontos |
| Pos | Equipe               | Pts | T     | V     | D     | 3–0        | 3–1        | 3–2        | 2–3        | 1–3        | 0–3        | V    | P    | R     | V      | P      | R      |
| --- | -------------------- | --- | ----- | ----- | ----- | ---------- | ---------- | ---------- | ---------- | ---------- | ---------- | ---- | ---- | ----- | ------ | ------ | ------ |
| 1   | Cuba                 | 14  | 3     | 3     | 0     | 2          | 1          | 0          | 0          | 0          | 0          | 9    | 1    | 9.000 | 254    | 217    | 1.171  |
| 2   | Estados Unidos       | 7   | 3     | 2     | 1     | 0          | 1          | 1          | 0          | 0          | 1          | 6    | 6    | 1.000 | 277    | 264    | 1.049  |
| 3   | República Dominicana | 6   | 3     | 1     | 2     | 0          | 1          | 0          | 0          | 2          | 0          | 5    | 7    | 0.714 | 277    | 288    | 0.962  |
| 4   | Guatemala            | 3   | 3     | 0     | 3     | 0          | 0          | 0          | 1          | 1          | 1          | 3    | 9    | 0.333 | 252    | 291    | 0.866  |

Resultados
| Data   | Hora  |                      | Placar |                      | Set 1 | Set 2 | Set 3 | Set 4 | Set 5 | Total   | Relatório |
| ------ | ----- | -------------------- | ------ | -------------------- | ----- | ----- | ----- | ----- | ----- | ------- | --------- |
| 18 ago | 13:00 | Estados Unidos       | 3–2    | Guatemala            | 24–26 | 25–23 | 23–25 | 25–20 | 15–10 | 112–104 | P2P3      |
| 18 ago | 18:00 | Cuba                 | 3–1    | República Dominicana | 25–17 | 29–31 | 25–21 | 25–19 |       | 104–88  | P2P3      |
| 19 ago | 15:00 | Cuba                 | 3–0    | Guatemala            | 25–22 | 25–22 | 25–19 |       |       | 75–63   | P2P3      |
| 19 ago | 18:00 | Estados Unidos       | 3–1    | República Dominicana | 25–18 | 23–25 | 25–18 | 26–24 |       | 99–85   | P2P3      |
| 20 ago | 15:00 | República Dominicana | 3–1    | Guatemala            | 29–31 | 25–16 | 25–19 | 25–19 |       | 104–85  | P2P3      |
| 20 ago | 18:00 | Estados Unidos       | 0–3    | Cuba                 | 23–25 | 23–25 | 20–25 |       |       | 66–75   | P2P3      |

## Fase final

### Chaveamento final
|  | Quartas de finais | Quartas de finais    | Quartas de finais |  |  | Semifinais | Semifinais | Semifinais |  |  | Final    | Final      | Final    |
|  |                   |                      |                   |  |  |            |            |            |  |  |          |            |          |
|  |                   |                      |                   |  |  | B1         | Cuba       | 1          |  |  |          |            |          |
|  | B2                | Porto Rico           | 3                 |  |  | A2         | Porto Rico | 3          |  |  |          |            |          |
|  | A3                | República Dominicana | 1                 |  |  |            |            |            |  |  | ?        | Porto Rico | 3        |
|  |                   |                      |                   |  |  |            |            |            |  |  | ?        | Canadá     | 0        |
|  |                   |                      |                   |  |  | A1         | México     | 0          |  |  |          |            |          |
|  | A2                | Estados Unidos       | 2                 |  |  | A3         | Canadá     | 3          |  |  | 3° lugar | 3° lugar   | 3° lugar |
|  | B3                | Canadá               | 3                 |  |  |            |            |            |  |  | ?        | Cuba       | 1        |
|  |                   |                      |                   |  |  |            |            |            |  |  | ?        | México     | 3        |

### Quartas de final
| Data   | Hora  |                | Placar |                      | Set 1 | Set 2 | Set 3 | Set 4 | Set 5 | Total  | Relatório |
| ------ | ----- | -------------- | ------ | -------------------- | ----- | ----- | ----- | ----- | ----- | ------ | --------- |
| 21 ago | 18:00 | Estados Unidos | 2–3    | Canadá               | 25–22 | 22–25 | 15–25 | 25–22 | 10–15 | 97–109 | P2P3      |
| 21 ago | 20:00 | Porto Rico     | 3–1    | República Dominicana | 25–22 | 22–25 | 25–16 | 25–23 |       | 97–86  | P2P3      |

### Classificação do 5º ao 8º lugar
| Data   | Hora  |                   | Placar |                      | Set 1 | Set 2 | Set 3 | Set 4 | Set 5 | Total  | Relatório |
| ------ | ----- | ----------------- | ------ | -------------------- | ----- | ----- | ----- | ----- | ----- | ------ | --------- |
| 22 ago | 13:00 | Trinidad e Tobago | 0–3    | República Dominicana | 19–25 | 20–25 | 22–25 |       |       | 61–75  | P2P3      |
| 22 ago | 15:00 | Guatemala         | 1–3    | Estados Unidos       | 25–23 | 22–25 | 19–25 | 31–33 |       | 97–106 | P2P3      |

### Semifinais
| Data   | Hora  |        | Placar |            | Set 1 | Set 2 | Set 3 | Set 4 | Set 5 | Total  | Relatório |
| ------ | ----- | ------ | ------ | ---------- | ----- | ----- | ----- | ----- | ----- | ------ | --------- |
| 22 ago | 18:00 | Cuba   | 1–3    | Porto Rico | 16–25 | 25–19 | 24–26 | 29–31 |       | 94–101 | P2P3      |
| 22 ago | 20:00 | México | 0–3    | Canadá     | 22–25 | 17–25 | 18–25 |       |       | 57–75  | P2P3      |

### Sétimo lugar
| Data   | Hora  |                   | Placar |           | Set 1 | Set 2 | Set 3 | Set 4 | Set 5 | Total | Relatório |
| ------ | ----- | ----------------- | ------ | --------- | ----- | ----- | ----- | ----- | ----- | ----- | --------- |
| 23 ago | 13:00 | Trinidad e Tobago | 0–3    | Guatemala | 22–25 | 22–25 | 21–25 |       |       | 65–75 | P2P3      |

### Quinto lugar
| Data   | Hora  |                      | Placar |                | Set 1 | Set 2 | Set 3 | Set 4 | Set 5 | Total | Relatório |
| ------ | ----- | -------------------- | ------ | -------------- | ----- | ----- | ----- | ----- | ----- | ----- | --------- |
| 23 ago | 15:00 | República Dominicana | 1–3    | Estados Unidos | 25–21 | 22–25 | 22–25 | 21–25 |       | 90–96 | P2P3      |

### Terceiro lugar
| Data   | Hora  |      | Placar |        | Set 1 | Set 2 | Set 3 | Set 4 | Set 5 | Total  | Relatório |
| ------ | ----- | ---- | ------ | ------ | ----- | ----- | ----- | ----- | ----- | ------ | --------- |
| 23 ago | 18:00 | Cuba | 1–3    | México | 25–22 | 18–25 | 28–30 | 25–27 |       | 96–104 | P2P3      |

### Final
| Data   | Hora  |            | Placar |        | Set 1 | Set 2 | Set 3 | Set 4 | Set 5 | Total | Relatório |
| ------ | ----- | ---------- | ------ | ------ | ----- | ----- | ----- | ----- | ----- | ----- | --------- |
| 23 ago | 20:00 | Porto Rico | 3–0    | Canadá | 25–18 | 25–21 | 25–23 |       |       | 75–62 | P2P3      |

## Classificação final
| Pos | Equipe               |
| --- | -------------------- |
| 1   | Porto Rico           |
| 2   | Canadá               |
| 3   | México               |
| 4   | Cuba                 |
| 5   | Estados Unidos       |
| 6   | República Dominicana |
| 7   | Guatemala            |
| 8   | Trinidad e Tobago    |

|  | Equipes classificadas para o Campeonato Mundial de 2022 |

## Premiação individuais
Os atletas que integraram a seleção do campeonato foram:
| MVP (Most Valuable Player) | Arturo Iglesias       | Porto Rico           |
| Oposto                     | Henry Tapia           | República Dominicana |
| 1º ponteiro                | Miguel Ángel López    | Cuba                 |
| 2º ponteiro                | Brandon Koppers       | Canadá               |
| 1º central                 | José Israel Masso     | Cuba                 |
| 2º central                 | Dawilin Ramill Méndez | República Dominicana |
| Levantador                 | Pedro Rangel          | México               |
| Líbero                     | Dennis Del Valle      | Porto Rico           |

Os jogadores que se destacaram por fundamento:
| Maior pontuador | Henry Tapia          | República Dominicana |
| Melhor sacador  | Josué de Jesús López | México               |
| Melhor defensor | Dennis Del Valle     | Porto Rico           |
| Melhor receptor | Carlos López         | Guatemala            |